# Andrea Ghiacci
Andrea Ghiacci (Bologna, 12 ottobre 1981) è un ex cestista italiano che giocava come ala.
È il giocatore con più presenze nella storia del Campionato di Legadue (354).

## Vita privata
Attualmente dopo aver lasciato il suo percorso da cestista ha intrapreso un lavoro alternativo come barista , lavora al Gino's bar a Reggio Emilia.

## Carriera
Cresce cestisticamente nelle giovanili della Pallacanestro Reggiana, debuttando anche in serie A con la prima squadra in un'occasione, il 9 aprile 2000 nel match interno contro Cantù.
Dopo una stagione giocata in serie B1 tra le file dei Bears Mestre, approda per un biennio al Progresso Castel Maggiore in Legadue con cui è stabilmente in prima squadra, vincendo a livello giovanile il titolo nazionale under 20 nel giugno del 2002.
Nell'estate 2003 firma un contratto triennale con la Carife Ferrara: dopo una prima stagione condizionata da un infortunio alla spalla decide di trasferirsi altrove. Nel novembre del 2004 arriva in prestito a stagione iniziata alla Juvecaserta, con cui è schierato titolare sfiorando i 30 minuti di utilizzo medio. Terminato il prestito fa ritorno in terra estense, anche qui nelle vesti di titolare, mettendo a segno 10,8 punti di media e arrivando alle semifinali play-off.
Una volta scaduto il contratto coi ferraresi, si lega a Caserta a titolo definitivo: durante la stagione 2006-07 si infortuna gravemente a febbraio, nel match casalingo contro Montecatini, riportando un trauma distorsivo del ginocchio sinistro con lesione parziale del legamento crociato anteriore e del menisco mediale e laterale. La squadra arriverà ad un soffio dalla promozione in serie A, sfumata dopo la fatale sconfitta a Pavia nell'ultima giornata. Ghiacci potrà rientrare in campo solamente nel campionato successivo. Qui viene finalmente centrata la promozione nella massima serie vincendo i play-off: il giocatore emiliano contribuisce con 10,3 punti di media e 4,4 rimbalzi medi a gara.
Nonostante ciò non viene confermato dai casertani, ed accetta così l'offerta nell'estate 2009 dall'ambiziosa Junior Casale Monferrato, ancora in Legadue. La sfortuna continua però ad accanirsi su di lui: subisce infatti un altro grave infortunio durante un incontro amichevole di precampionato, con una rottura del legamento crociato e del menisco interno del ginocchio sinistro, lo stesso lesionato in precedenza, che lo costringe a saltare più di metà campionato.
La sua carriera prosegue, sempre in seconda serie, tra Barcellona in Sicilia, Scafati, Trapani (società che aveva rilevato i diritti di Scafati, ma con cui Ghiacci non ha mai giocato non rientrando nei piani di coach Lardo), e nuovamente Scafati. Il 27 luglio 2015 viene ufficializzato il suo passaggio in Serie A alla Juvecaserta, dove ritorna dopo 7 anni.
Nel 2005 ha disputato le Universiadi con la nazionale italiana di pallacanestro. Il padre, Mario Ghiacci, è un ex giocatore professionista e oggi dirigente sportivo.